# Let's Go, Jets!
Let's Go, Jets! (japonés: チア☆ダン～女子高生がチアダンスで全米制覇しちゃったホントの話～, Rōmaji: Chia☆Dan ~Joshi Kosei ga Chia Dansu de Zenbei Seiha Shichatta Honto no Hanashi~), es una película japonesa estrenada el 11 de marzo de 2017.
La película se basa en la historia verdadera del club de animadoras "JETS" de Fukui Commercial High School, que ganaron un concurso nacional en Estados Unidos en el 2009.

## Historia
La joven Hikari Tomonaga decide unirse al club de porristas de la escuela "Fukui Commercial High School" para impresionar a Kôsuke Yamashita, a quien conoce desde la secundaria y de quien está enamorada. 
Junto a Ayano Tamaki, Yui Kito, Ayumi Nagai, Taeko Azuma y otras jóvenes, se unen al club y pronto siguen las estrictas instrucciones de la maestra Kaoruko Saotome, una mujer que aparenta ser dura y cuyo objetivo es el de llegar al campeonato en los Estados Unidos y ganarlo. Saotome impone varias reglas, entre ellas: no tener novios durante lo que dure la competencia, no usar flequillo y siempre dar lo máximo. 
Aunque al inicio deben de enfrentarse a varios obstáculos y adversidades, poco a poco con esfuerzo y superación las jóvenes emprenderán un largo viaje para hacer realidad sus sueños, logrando convertirse en un verdadero equipo, desarrollando cualidades tanto individuales como grupales y una fuerte amistad. 
Junto a ellas estarán apoyándolas Kôsuke Yamashita, Hiroshi Yashiro, la Señorita Ono, entre otros. Pronto logran alcanzar las finales del campeonato de animadoras de los Estados Unidos y ganarlo.

## Personajes

### Personajes principales
| Actor           | Personaje       | Notas |
| --------------- | --------------- | --- |
| Suzu Hirose     | Hikari Tomonaga | Es una estudiante en Fukui Commercial High School, es una joven con una divertida personalidad y una sonrisa encantadora, pero no muy buena en el baile. Aunque al inicio sólo quiere unirse al equipo de animadoras para apoyar a Kôsuke Yamashita durante sus juegos y está conforme no siento el centro del grupo, poco a poco comienza a enamorarse del baile y a desarrollar mejor sus habilidades, convirtiéndola en el centro durante el campeonato de animadoras en los Estados Unidos. Se hace muy buena amiga de Ayano Tamaki, Yui Kito, Ayumi Nagai y Taeko Azuma. Más tarde, luego de graduarse se convierte en la nueva entrenadora del club de animadoras de la escuela y finalmente comienza a salir con Kôsuke. |
| Ayami Nakajo    | Ayano Tamaki    | Es una estudiante en Fukui Commercial High School, cuyo sueño es competir en el Campeonato de EE. UU. de Animadoras. Luego de las evaluaciones se convierte en la presidenta del club de animadoras y se hace muy buena amiga de Hikari Tomonaga, Yui Kito, Ayumi Nagai y Taeko Azuma. Se apoya de Hikari cuando siente que no cumple adecuadamente con sus funciones y cuando descubre que Hikari quiere abandonar el club la convence de quedarse. Durante los entrenamientos se concentra únicamente en el entrenamiento, por lo que rechaza en varias ocasiones a Hiroshi Yashiro. Más tarde, luego de graduarse se convierte en azafata y se reencuentra con Hiroshi.                                                      |
| Hirona Yamazaki | Yui Kito        | Es una estudiante en Fukui Commercial High School, es masculina y le gusta el hip-hop, al inicio le cuesta relacionarse con las demás y trabajar en equipo, ya que siempre ha estado sola, también le cuesta sonreír, sin embargo con la ayuda de Hikari Tomonaga y Ayano Tamaki, logra superar sus miedos y desenvolverse con más naturalidad. |
| Haruka Fukuhara | Ayumi Nagai     | Es una estudiante en Fukui Commercial High School, es tímida por lo que siempre está nerviosa antes de iniciar una competencia, sin embargo gracias a los consejos de Hikari Tomonaga logra encontrar estrategias que le permiten calmarse y disfrutar la competencia. |
| Miu Tomita      | Taeko Azuma     | Es una estudiante en Fukui Commercial High School, tiene sobrepeso por lo que no tiene confianza en sí misma y se culpa cada vez que hay un error en la rutina, sin embargo con la ayuda y el apoyo de Hikari Tomonaga, Ayano Tamaki, Yui Kito y Ayumi Nagai, logra superar sus inseguridades. |
| Yūki Amami      | Kaoruko Saotome | Es la entrenadora y maestra del club de animadoras del Fukui Commercial High School, que previamente fue el equipo de la batuta de la escuela. Kaoruko es una mujer apasionada por animar y sus métodos de enseñanza pueden ser malinterpretados y mal vistos por los demás, está decidida a llevar al grupo a la final en los Estados Unidos y da todo lo que está en ella para lograrlo. |

### Personajes secundarios
| Actor              | Personaje        | Notas |
| ------------------ | ---------------- | --- |
| Mackenyu           | Kôsuke Yamashita | Es un estudiante de Fukui Commercial High School, que sueña con convertirse en un jugador de fútbol profesional. Está enamorado de Hikari Tomonaga, sin embargo no se atreve a decirle lo que siente. Al inicio cuando se une al equipo de fútbol pierde la confianza en sí mismo y renuncia, sin embargo luego regresa al equipo. Más tarde, luego de graduarse se convierte en el entrenador de fútbol del colegio y comienza a salir con Hikari. |
| Ito Kentaro        | Hiroshi Yashiro  | Es un estudiante de Fukui Commercial High School. Está enamorado de Ayano Tamaki y aunque le confiesa en varias ocasiones sus sentimientos, Ayano lo rechaza ya que el club de animadoras tiene la regla de no salir con nadie mientras se preparan para la competición, a pesar de esto continúa apoyándola. Más tarde, luego de graduarse se convierte en un piloto y se reencuentra con Ayano. |
| Yurina Yanagi      | Reika Murakami   | Es una prepotente y odiosa estudiante de Fukui Commercial High School. Desde pequeña aprendió ballet, por lo que presume de sus habilidades. Al inicio se une al equipo de animadoras de la escuela, sin embargo luego renuncia. Ve con desdén a las demás miembros del equipo de animadoras y es grosera con ellas, las menosprecia y se burla de ellas. Más tarde cuando el equipo logra clasificar a la final del concurso nacional de animadoras en los Estados Unidos queda sorprendida al ver que ellas lograron alcanzar sus sueños, mientras que ella sigue en Fukui, sin haber alcanzado nada. |
| Kinoshita Takayuki | -                | Es el padre de Hikari Tomonaga, a quien apoya durante las competencias. |
| Kitarō (きたろう)  | -                | Es el director de la escuela Fukui Commercial High School. |
| Hida Yasuhito      | -                | Es el subdirector de la escuela Fukui Commercial High School, aunque al inicio no apoya a Kaoruko Saotome y al equipo de animadoras, y busca convencer al director de desaparecer al equipo para que regresen a ser el club de la batuta, poco después comienza a apoyarlas, cuando logran llegar a la competencia nacional de animadoras de Estados Unidos. |
| Hana Hizuki        | Miss Ono         | Es una popular entrenadora de animadoras, que se une a Kaoruko Saotome, para ayudar al equipo a crear el baile para la competencia en los Estados Unidos. También sirve como un gran apoyo para Kaoruko. |
| Minamino Saki      | Eri              | Es una de las nuevas estudiantes de Fukui Commercial High School, que se une al equipo de animadoras. Aunque al inicio le cuesta desenvolverse como le pasó a Yui Kito, con su ayuda logra relajarse y mejorar. |

### Otros personajes
| Actor                | Personaje   | Notas |
| -------------------- | ----------- | --- |
| Tamae Ando           | -           | Es la madre de Taeko Azuma, a quien usa para conseguir dinero haciéndola trabajar medios tiempos y par que cuide de sus hermanos, luego de que la entrenadora Kaoruko Saotome confronta a su madre, Taeoko se siente con la confianza de decirle lo que en realidad siente. |
| Otake Haruyoshi      | -           | Es uno de los hermanos menores de Taeko Azuma, junto a su hermano la apoyan y al equipo cuando llegan a la final. |
| Sakurako Ohara       | -           | Es la capitana del equipo de animadoras de la escuela "Minami Aoyama Girls High School". |
| Toshihiro Yashiba    | Mr. Saotome | Es el esposo de Kaoruko Saotome, a quien apoya incondicionalmente. |
| Emmi Drennan         | -           | Es una de las competidoras del equipo de Estados Unidos durante el campeonato de animadoras. |
| Kaho Takada          | -           | Es una reportera. |
| Aaron J. Brooks      | -           | Es uno de los jueces durante las competencias. |
| Kayla Sweet          | -           | Es una de los jueces durante las competencias. |
| Michael Kobulnicky   | -           | Es uno de los jueces durante las competencias. |
| Lindsay Macek        | -           | |
| Elijah Estes         | -           | Es un espectador durante las competencias. |
| Lori Morkunas Jones  | -           | Es una espectadora durante las competencias. |
| Cecilia Garcia       | -           | Es una espectadora durante las competencias. |
| Derrick Scott Jones  | -           | Es un espectador durante las competencias. |
| Debbie McCaffrey     | -           | Es una espectadora durante las competencias. |
| Mami Pat             | -           | Es una espectadora durante las competencias. |
| Teresa Suarez Grosso | -           | Es una espectadora durante las competencias. |
| Stephanie Alemán     | -           | Es una espectadora durante las competencias. |
| Jen McCleary Allen   | -           | Es una espectadora durante las competencias. |
| Sterling Anno        | -           | Es un espectador durante las competencias. |
| Jonathan Delgado     | -           | Es un espectador durante las competencias. |
| Gerren Hall          | -           | Es un espectador durante las competencias. |
| Amy S. Johnson       | -           | Es una espectadora durante las competencias. |
| Henika Kmett         | -           | Es una espectadora durante las competencias. |
| Athena Mathews       | -           | Es una espectadora durante las competencias. |
| Teresa Middaugh      | -           | Es una espectadora durante las competencias. |
| Andre Soriano        | -           | Es un espectador durante las competencias. |
| Giancarlo Sta Cruz   | -           | Es un espectador durante las competencias. |

## Premios y nominaciones
| Año  | Categoría            | Premio                         | Nominada     | Resultado |
| ---- | -------------------- | ------------------------------ | ------------ | --------- |
| 2018 | Newcomer of the Year | Awards of the Japanese Academy | Ayami Nakajo | Ganó      |

## Producción
La película también fue conocida como "Let's Go, Jets! From Small Town Girls to U.S.Champions?!" y/o "Cheerdance".
Fue dirigida por Hayato Kawai, quien contó con el apoyo del guionista Tamio Hayashi, así como con los productores Tamako Tsujimoto y Atsuyuki Shimoda.
La cinematografía estuvo a cargo de Yasushi Hanamura, mientras que la edición estuvo a cargo de Ryuichi Hamada y la música fue realizada por Yutaka Yamada.
La película fue filmada en Japón y algunas escenas fueron filmadas en la Universidad de San Diego en California, en los Estados Unidos, durante junio de 2016. 
Fue distribuida por "Toho", también proyectada el miércoles 14 de noviembre de 2018 a las 7:00pm. en el Japan Foundation Los Angeles, 5700 Wilshire Blvd., Suite 100, en Los Ángeles.

### Emisión internacional
La cadena TBS de Japón vendió los derechos para emitir la película en Tailandia, Hong Kong, Macau, Corea del Sur, Singapur, Malasia, Brunéi, Indonesia y Vietnam.